# Freculfo di Lisieux
Freculfo di Lisieux o Frecolfo (Freculphus Lexoviensis) (... – 851) è stato un vescovo e storico franco.

## Biografia
Freculfo di Lisieux  fu un cronista franco del IX secolo. Vescovo di Lisieux (Freculphus Lexoviensis Episcopus) dall'823 fino alla sua morte nell'851 circa, durante la controversia iconoclasta fu inviato da Ludovico il Pio a papa Eugenio II (824).
Scrisse una storia universale intitolata Chronicon dalla creazione all'epoca di papa Bonifacio III. Curò pure un'edizione del De Re Militari di Vegezio, dedicata all'imperatore Carlo il Calvo. Partecipò al concilio di Thionville.